# Докерамический неолит B

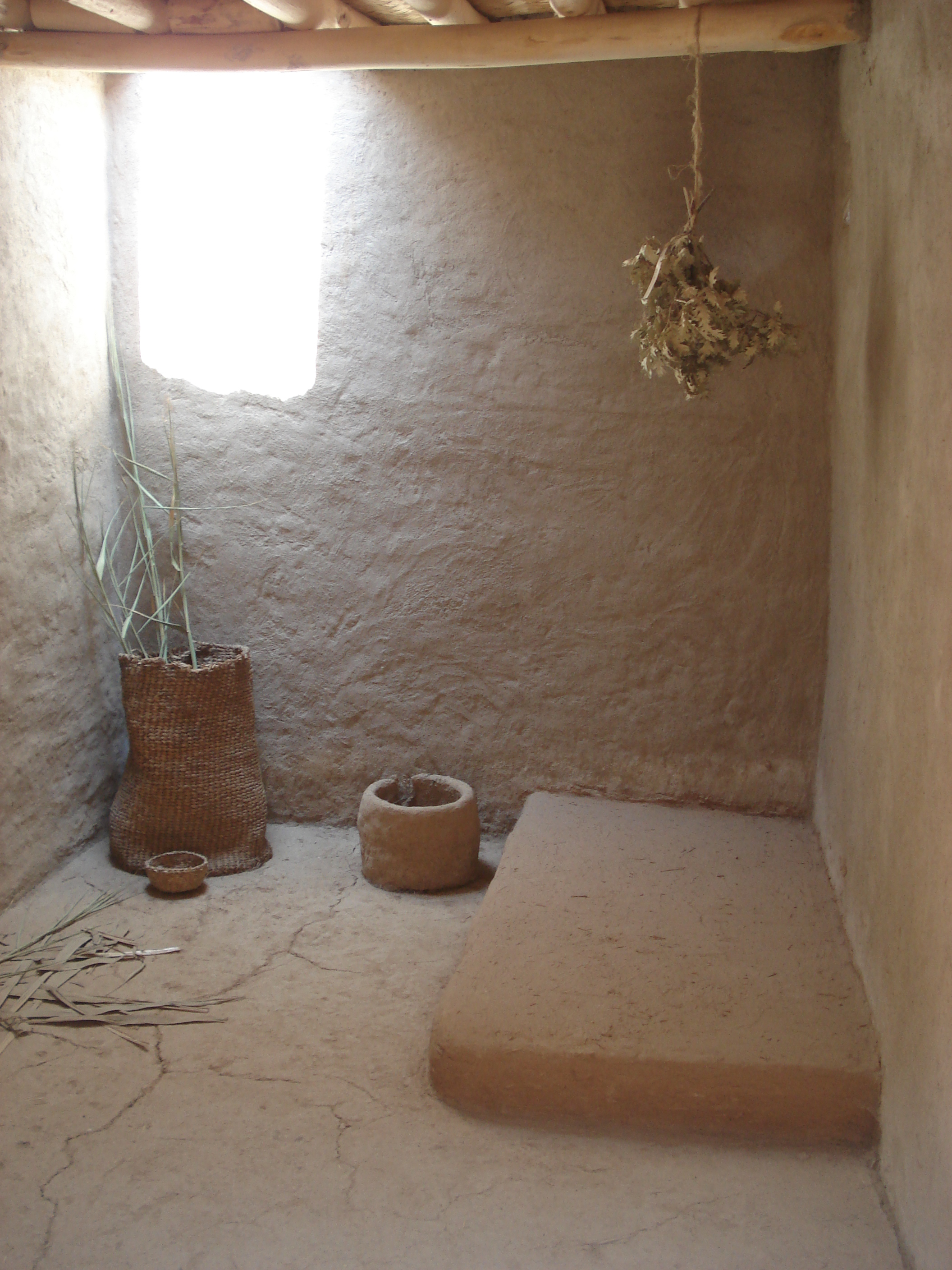
Реконструированная археологами хижина в Ашиклы-Хююке

Докерамический неолит Б (англ. Pre-Pottery Neolithic B, PPNB) — ранненеолитическая культура Леванта докерамического периода (IX—VII тысячелетия до н. э.). Первоначально определена К. Кеньон в районе Иерихона. Развилась из предшествующей натуфийской культуры, по сравнению с родственной культурой PPNA появилась поздно и имеет более северное происхождение, из верховий Евфрата. Исчезновение PPNB совпадает с периодом глобального похолодания около 6200 лет до н. э.
От культур докерамического неолита A, в основном сочетавших земледелие с охотой и собирательством, отличается большей зависимостью от одомашненного скота. Каменные орудия труда и оружие также существенно иные (см. тахунийская каменная индустрия). Посуда изготавливалась из гранита, алебастра и других пород камня. Вместо округлых в плане построек возводили прямоугольные сооружения. Полы и стены жилищ покрывали слоем полированной извести, изготовленной путём обжига известняка. Возможно, это подготовило появление в последующую эпоху посуды из обожжённой белой глины, которой в конце VIII тысячелетия до н. э. лишь обмазывали плетёные корзины.
Основные поселения: Айн-Газаль и Йифтахель в западной Галилее, Невалы-Чори и Абу-Хурейра на Евфрате, Чайоню — в верхнем течении Тигра. C 7200 года до н. э. — Иерихон. Также докерамический неолит Б был представлен на доисторическом Кипре начиная с X—IX тысячелетий до н. э.
В период кризиса около 6200 года до н. э. в регионе поселения Айн-Газаль отмечен переход от культуры PPNB к несколько отличающейся культуре докерамического неолита С, которая существовала до 5900 года до н. э. В Палестине на смену PPNB приходит керамическая ярмукская культура.
Культуры докерамического неолита были вытеснены из Палестины, Леванта и Междуречья шумерами и носителями семитских языков в сторону Анатолии (долина Амук), где их потомки в ходе неолита дошли до Эгейского моря и на рубеже медного века проникли на Балканы (см. культура Фикиртепе, Кукрекская культура). Также это население приняло участие в формировании гхассульской культуры на территории Палестины.
У представителей культуры докерамического неолита B обнаружены Y-хромосомные гаплогруппы H2, E, CT, T и митохондриальные гаплогруппы R0a, T1a, K, K1a4b, L3, U*, HV, H, N*.

Образцы каменной посуды
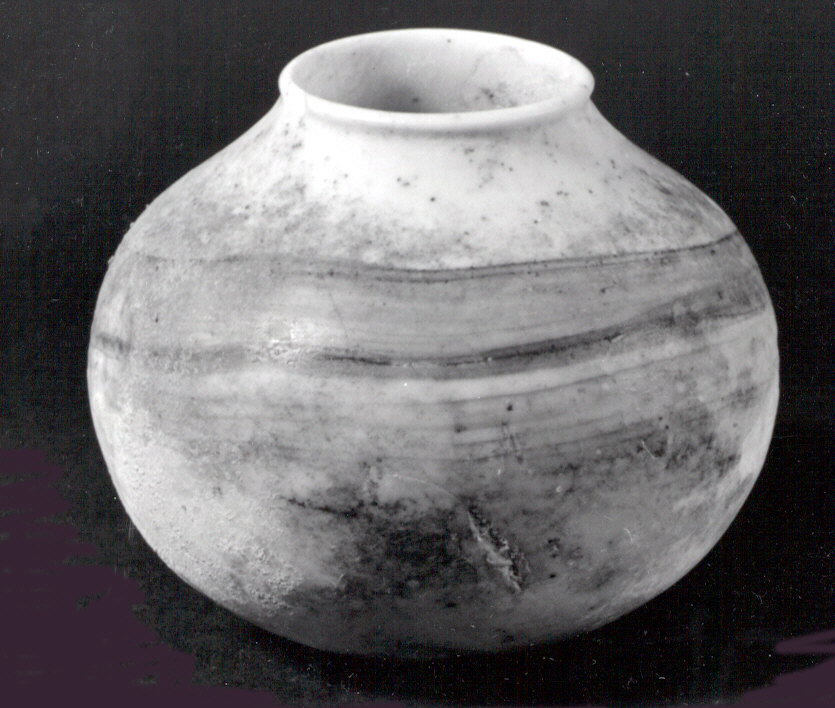
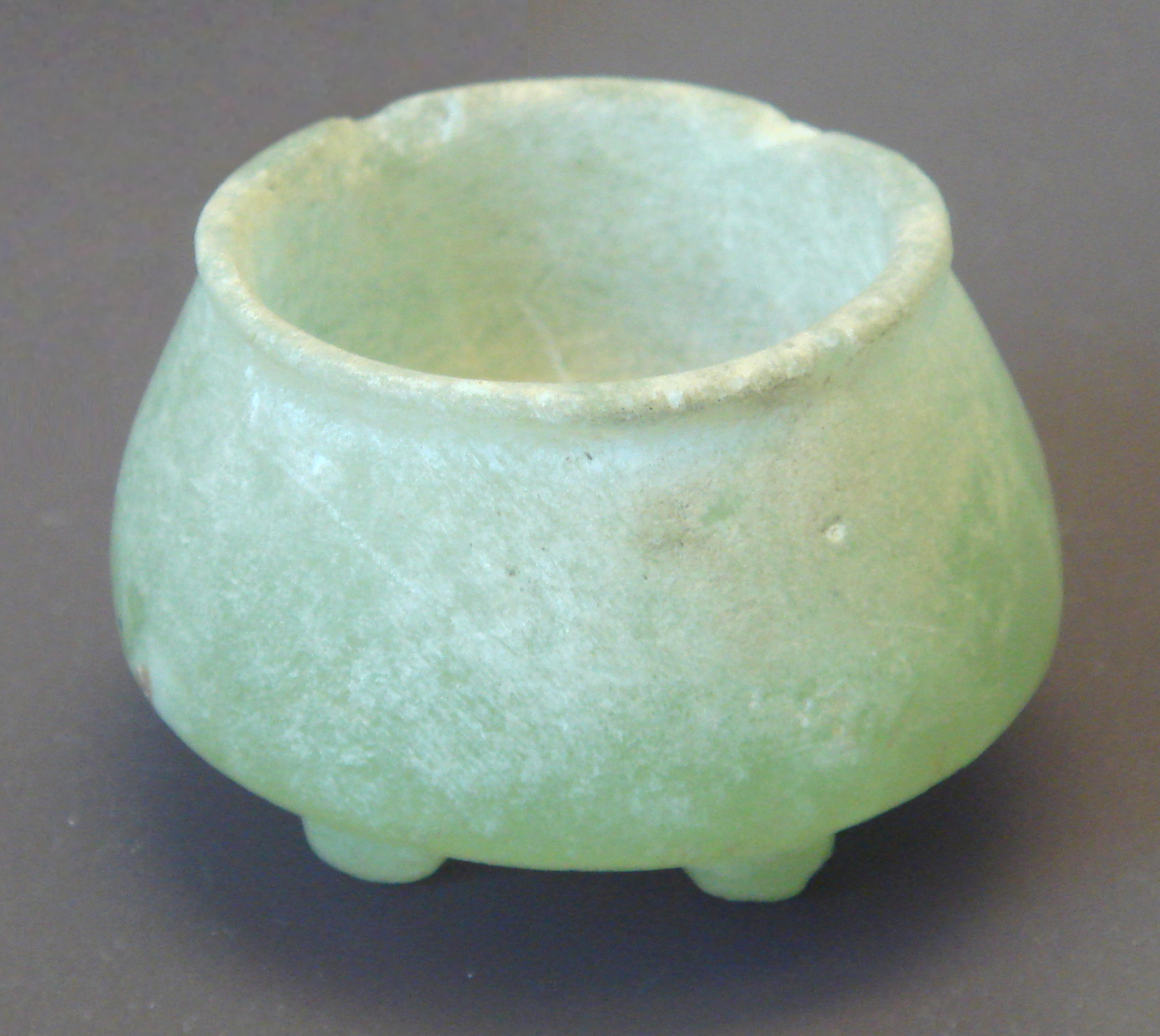
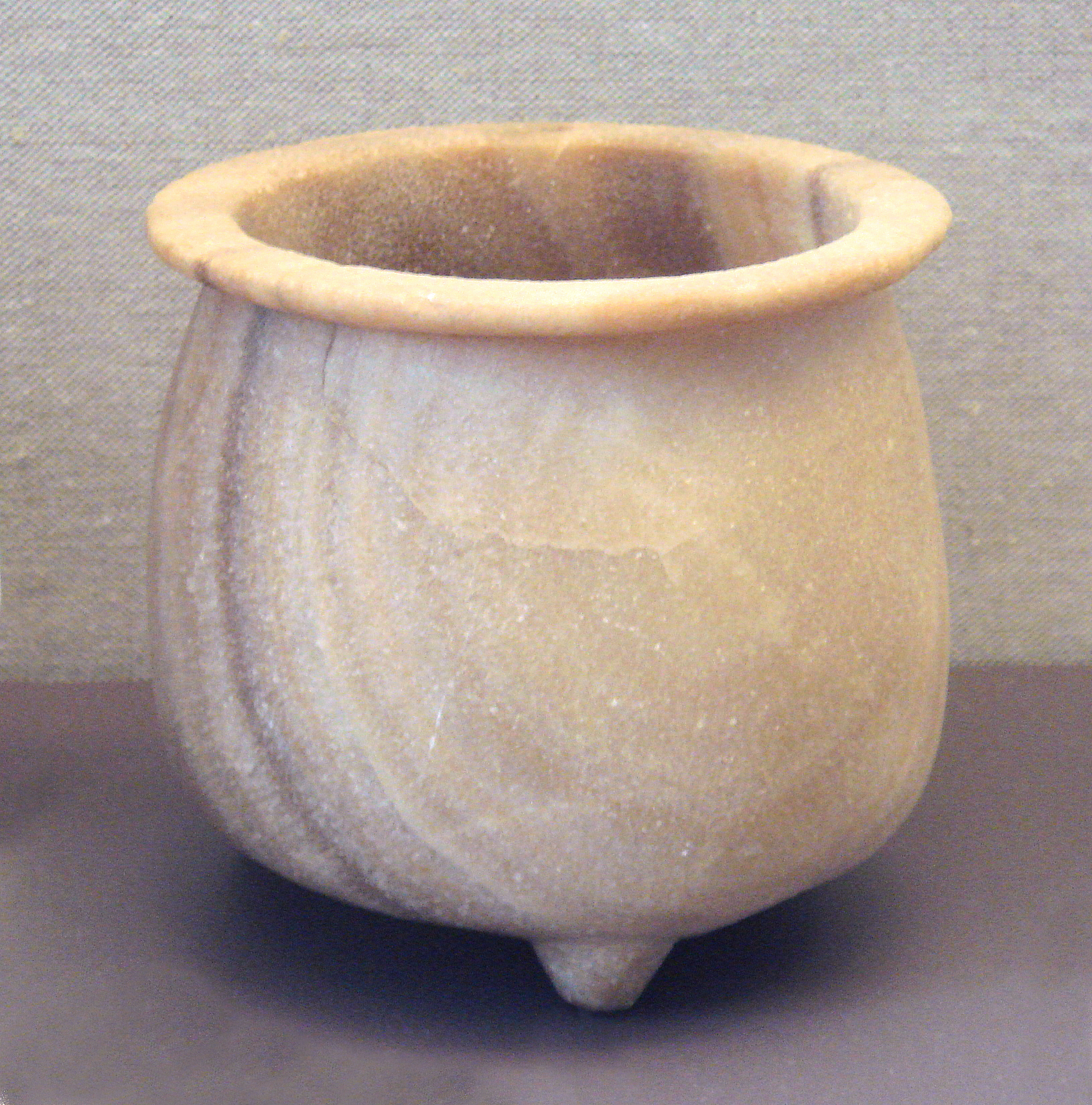
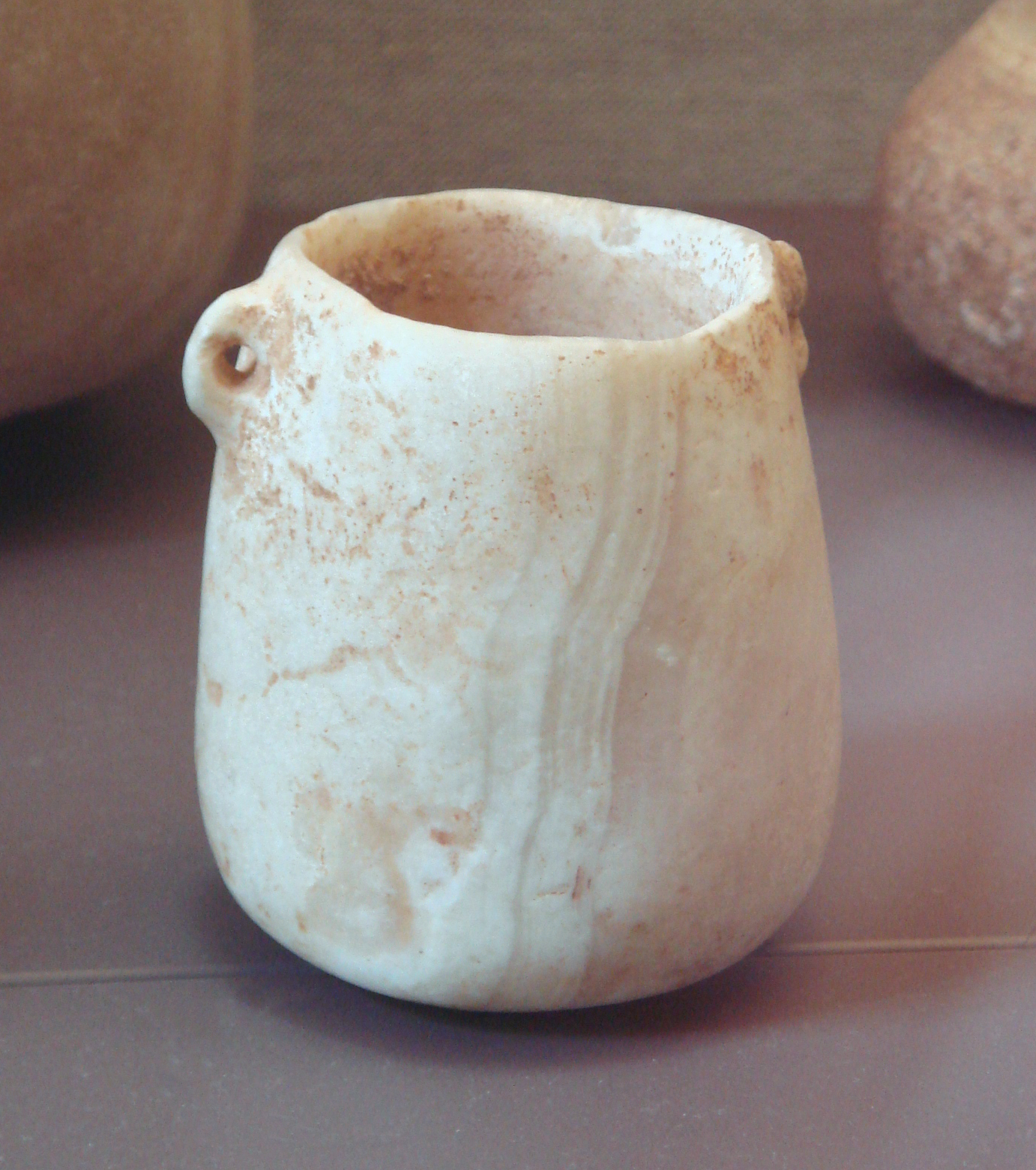
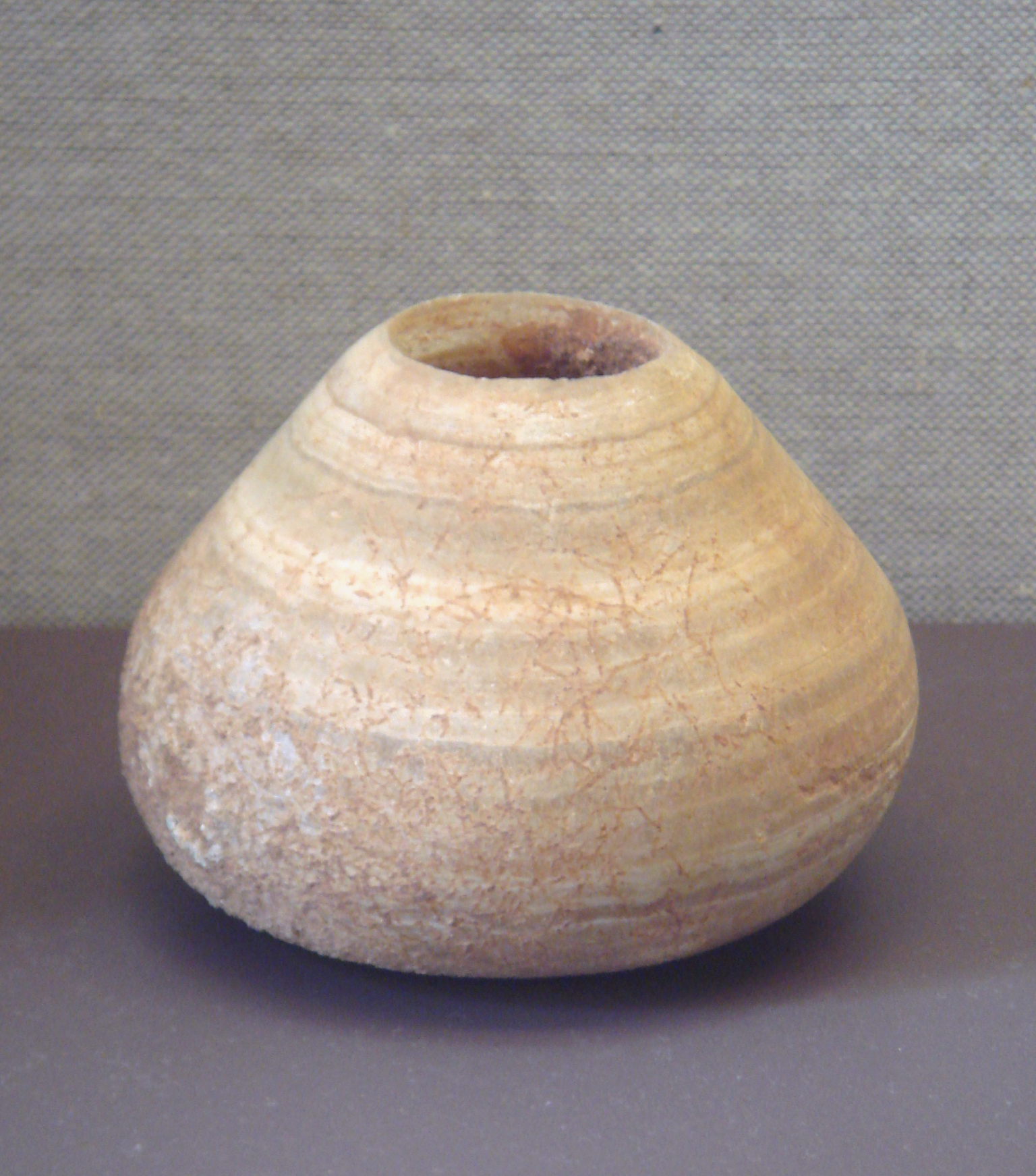
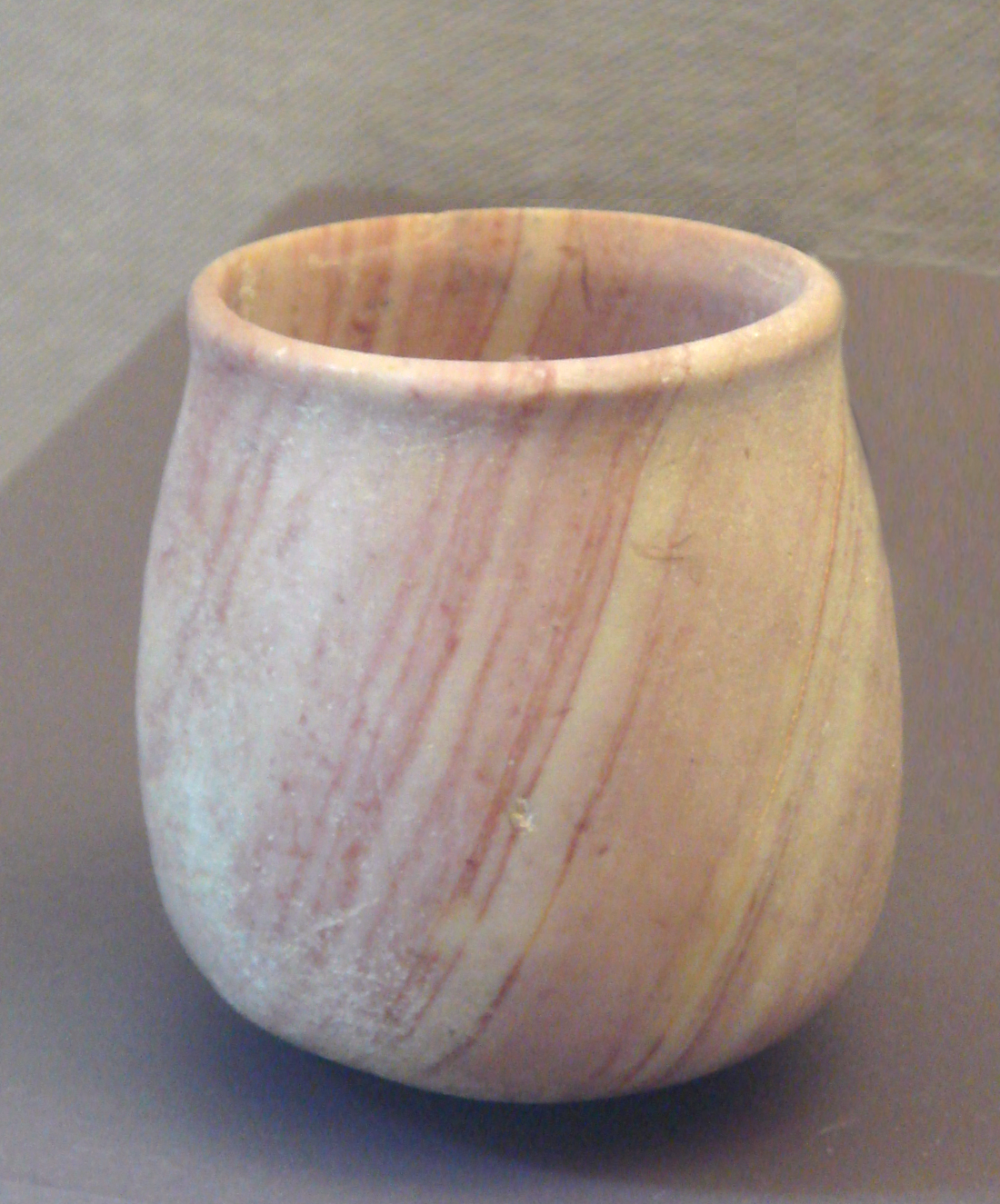